# دردار برانديسياني
دردار برانديسياني (الاسم العلمي: Ulmus brandisiana) هو نوع نباتي يتبع جنس الدردار من فصيلة الدردارية.